# NK Mladost Bobovac
NK Mladost je nogometni klub iz Bobovca. Trenutačno se natječe u 3. ŽNL sisačko-moslavačkoj NS Sisak.

## Povijest

### Osnivanje
Klub je osnovan 25. svibnja 1928. godine na inicijativu skupine studenata iz Bobovca pod imenom ŠNK Tvrtko Bobovac. Prva utakmica je odigrana 29. svibnja u Gredi Sunjskoj, koju je klub dobio s 3:1. Prva boja dresova je bila zelena. Klub je prvi puta registriran 14. kolovoza 1930. godine u Kotaru Kostajnica. Klub igra do početka Drugog Svjetskog rata kada prekida s radom.

### Obnova
6. travnja 1947. godine pokrenut je Fiskulturni aktiv Sloga Bobovac. Fiskulturni aktiv igra prijateljske nogometne utakmice sve do 1953. godine kada je izvršena prva službena registracija igrača i kada je klub službeno započeo s odigravanjem nogometnih utakmica u 2. zoni 1953./54. godine. 18. kolovoza 1962. klub mijenja ime u NK Mladost Bobovac. 

### Klub u Republici Hrvatskoj
Od jeseni 1991. do jeseni 1992. godine, zbog ratnih dejstava, klub zamrzava svoj status. Godine 1993. Mladost započinje prvenstvo u Međuopćinskoj nogometnoj ligi Sisak – Kutina – Novska, nakon čega se do 1999. godine natječe u 1. ŽNL Sisačko-moslavačkoj. Godine 1998. klub mjenja ime u Športski nogometni klub Mladost Bobovac. U sezoni 1999./2000. na kratko se seli u 2. ŽNL Sisačko-moslavačku, kada osvaja prvo mjesto, te se naredne dvije sezone opet natječe u 1. ŽNL Sisačko-moslavačkoj. Od 2002. do 2005. godine je opet županijski drugoligaš. U sezoni 2006./07. igra u 1. ŽNL, nakon čega ispada u 3. ŽNL, gdje se i danas nalazi.

### Plasmani kluba kroz povijest
| Sezona                           | Liga                               | Plasman    |
| -------------------------------- | ---------------------------------- | ---------- |
| 1947./48.                        | Grupno prvenstvo                   |            |
| 1948./49.                        | Grupno prvenstvo                   |            |
| 1949./50.                        | Grupno prvenstvo                   |            |
| 1950./51.                        | Grupno prvenstvo                   |            |
| 1951./52.                        | Grupno prvenstvo                   |            |
| 1952./53.                        | Grupno prvenstvo                   |            |
| 1953./54.                        | 2. zona                            |            |
| 1954./55.                        | 4. zona                            |            |
| 1955./56.                        | 3. zona                            |            |
| 1956./57.                        | 3. zona                            |            |
| 1957./58.                        | 1. grupa                           |            |
| 1958./59.                        | 1. grupa                           |            |
| 1958./59.                        | 1. grupa                           |            |
| 1960./61.                        | Južna grupa                        |            |
| 1961./62.                        | Južna grupa                        |            |
| 1962./63.                        | Južna grupa                        |            |
| 1963./64.                        | Zapadna grupa                      |            |
| 1964./65.                        | Zapadna grupa                      |            |
| 1965./66.                        | Zapadna grupa                      |            |
| 1966./67.                        | Zapadna grupa                      |            |
| 1967./68.                        | Podsavezna nogometna liga          |            |
| 1968./69.                        | Podsavezna nogometna liga          |            |
| 1969./70.                        | Podsavezna nogometna liga          |            |
| 1970./71.                        | Podsavezna nogometna liga          |            |
| 1971./72.                        | Područna nogometna liga            |            |
| 1972./73.                        | Područna nogometna liga            |            |
| 1973./74.                        | Područna nogometna liga            |            |
| 1974./75.                        | Područna nogometna liga            |            |
| 1975./76.                        | Područna nogometna liga            |            |
| 1977./78.                        | Područna nogometna liga            |            |
| 1978./79.                        | Međuopćinska nogometna liga        |            |
| 1979./80.                        | Općinska nogometna liga            |            |
| 1980./81.                        | Općinska nogometna liga            |            |
| 1981./82.                        | Općinska nogometna liga            |            |
| 1982./83.                        | Općinska nogometna liga            |            |
| 1983./84.                        | 1. općinska nogometna liga         |            |
| 1984./85.                        | 1. općinska nogometna liga         |            |
| 1985./86.                        | 4. regionalna nogometna liga       |            |
| 1986./87.                        | 4. regionalna nogometna liga       |            |
| 1987./88.                        | 4. regionalna nogometna liga       |            |
| 1988./89.                        | 4. regionalna nogometna liga       |            |
| 1989./90.                        | 4. regionalna nogometna liga       |            |
| 1990./91.                        | 4. regionalna nogometna liga       |            |
| 1991. – 1993. klub nije djelovao |                                    |            |
| 1993./94.                        | Međuopćinska nogometna liga        |            |
| 1994./95.                        | ŽNL Sisačko-moslavačka             |            |
| 1995./96.                        | 1. ŽNL Sisačko-moslavačka          |            |
| 1996./97.                        | 1. ŽNL Sisačko-moslavačka          |            |
| 1997./98.                        | 1. ŽNL Sisačko-moslavačka          |            |
| 1998./99.                        | 1. ŽNL Sisačko-moslavačka          |            |
| 1999./2000.                      | 2. ŽNL Sisačko-moslavačka NS Sisak | 1. mjesto  |
| 2000./01.                        | 1. ŽNL Sisačko-moslavačka          | 13. mjesto |
| 2001./02.                        | 1. ŽNL Sisačko-moslavačka          | 16. mjesto |
| 2002./03.                        | 2. ŽNL Sisačko-moslavačka NS Sisak |            |
| 2003./04.                        | 2. ŽNL Sisačko-moslavačka NS Sisak |            |
| 2004./05.                        | 2. ŽNL Sisačko-moslavačka NS Sisak |            |
| 2005./06.                        | 2. ŽNL Sisačko-moslavačka NS Sisak |            |
| 2006./07.                        | 1. ŽNL Sisačko-moslavačka          | 16. mjesto |
| 2007./08.                        | 3. ŽNL Sisačko-moslavačka NS Sisak | 4. mjesto  |
| 2008./09.                        | 3. ŽNL Sisačko-moslavačka NS Sisak | 7. mjesto  |
| 2009./10.                        | 3. ŽNL Sisačko-moslavačka NS Sisak | 7. mjesto  |
| 2010./11.                        | 3. ŽNL Sisačko-moslavačka NS Sisak | 5. mjesto  |
| 2011./12.                        | 3. ŽNL Sisačko-moslavačka NS Sisak | 8. mjesto  |
| 2012./13.                        | 3. ŽNL Sisačko-moslavačka NS Sisak | 8. mjesto  |
| 2013./14.                        | 3. ŽNL Sisačko-moslavačka NS Sisak | 3. mjesto  |
| 2014./15.                        | 3. ŽNL Sisačko-moslavačka NS Sisak | 6. mjesto  |
| 2015./16.                        | 3. ŽNL Sisačko-moslavačka NS Sisak | 6. mjesto  |

## Vanjske poveznice
- Facebook stranica kluba